# Элабад
Элабад (каракалп. Elabad, узб. Elobod) — городской посёлок в Кунградском районе Республики Каракалпакстан (Узбекистан).

## История
Статус городского посёлка — с 2005 года.
В посёлке располагается градообразующее предприятие ООО СП "Кунградский содовый завод", основной продукцией которого являются кальцинированная сода и соль техническая. Сырьё для данной продукции добывается из близлежащего солончака Караумбет.